# Souanyas
Souanyas (em catalão:  Soanyes) é uma comuna francesa na região administrativa da Occitânia, no departamento dos Pirenéus Orientais. Estende-se por uma área de 4.81 km², e possui 37 habitantes, segundo o censo de 2018, com uma densidade de 7.7 hab/km².